# Mascarenhas (futebolista)
Domingos António da Silva (Vila Salazar, 28 de abril de 1937 - Lisboa, 25 de agosto de 2015), mais conhecido como Mascarenhas, foi um futebolista português nascido em Angola.

## Biografia

### Origens
Nascido na pequena cidade de Vila Salazar (atual N'dalatando) em Angola, então colônia portuguesa, vai a Portugal para tentar a carreira de futebolista, em 1958.

### Início da carreira
Ingressa no Benfica, mas lá tem poucas oportunidades e, em 1959, transfere-se para o pequeno Barreirense. Nessa equipa conquista o título da então II Divisão na temporada 1961-1962 e chama a atenção do Sporting, que o contrata nesse mesmo ano. 

### Maiores conquistas
É no clube de Alvalade que tem suas maiores conquistas. Ganha a Taça de Portugal na temporada 1962-1963, sendo o melhor marcador da competição com 17 golos. Ajuda o Sporting a conquistar o maior título da sua história até então, a Taça dos Clubes Vencedores de Taças (conhecida no Brasil como Recopa Europeia) na temporada de 1963-64. Na impressionante goleada de 16x1 contra o Apoel Nicosia, do Chipre (um recorde em competições europeias ainda não superado), Mascarenhas marcou seis golos (uma marca igualmente recordista) e terminou como o melhor marcador da competição com 11 tentos marcados. Apesar dos gols e dos títulos, Mascarenhas era tido como um jogador irregular. Ainda assim, entre partidas oficiais e amistosas, marcou 80 golos em 107 jogos.

### Declínio e última conquista
Em 1965, Mascarenhas retorna ao Barreirense, onde fica até o ano o seguinte e joga o restante de sua carreira em equipas da II Divisão e III Divisão tais como CUF, Peniche e Riopele. Na temporada 1973-74, ajuda o Paços de Ferreira a conquistar o título da III Divisão e, em 1975, encerra definitivamente a carreira de jogador.

### Últimos anos
Em seus últimos anos trabalhou no Sporting como relações públicas do clube até falecer em 2015.

## Títulos

### Internacionais
Sporting
- Taça dos Clubes Vencedores de Taças:  1963-64

### Nacionais
Sporting
- Taça de Portugal: 1962-63

Barreirense
- II Divisão: 1961-62

Paços de Ferreira
- III Divisão: 1973-74

## Artilharia

### Internacionais
Sporting
- Taça dos Clubes Vencedores de Taças:  1963-64 (11 golos)

### Nacionais
Sporting
- Taça de Portugal: 1962-63 (17 golos)

## Ligações Externas
- Site Wiki do Sporting com biografia de Mascarenhas (em português)